# Beatriz Viaño
Beatriz Viaño Montaña (Santiago de Compostela, 1981) es una periodista española.

## Biografía
Licenciada en Ciencias de la Comunicación por la Universidad de Santiago.
Comenzó a trabajar en 2004 en el centro de RNE de Santiago, en el que editó y presentó los boletines informativos de Radio 5.
Obtuvo su plaza en RTVE en el año 2007, pasaría un año más tarde a trabajar en el centro territorial de RNE en Cantabria. 
Entre 2010 y 2018 ejerció como reportera en diferentes programas de TVE como En familia, +Gente, 'La mañana y Comando Actualidad.
Anteriormente había sido enviada especial a Rumanía, Bruselas y Mozambique.
Fue reportera en 'Informe Semanal'. 
Lleva desde 2019 la corresponsalía de RTVE en Bogotá, Colombia.